# Saint-Georges-du-Bois (Maine-et-Loire)
Saint-Georges-du-Bois is een plaats en voormalige gemeente in het Franse departement Maine-et-Loire in de regio Pays de la Loire en telt 359 inwoners (2005). De plaats maakt deel uit van het arrondissement Angers.

## Geschiedenis
Op 1 januari 2016 ging de gemeente op in de op die dag gevormde commune nouvelle Les Bois d'Anjou.

## Geografie
De oppervlakte van Saint-Georges-du-Bois bedraagt 9,4 km², de bevolkingsdichtheid is 38,2 inwoners per km².
De onderstaande kaart toont de ligging van Saint-Georges-du-Bois (Maine-et-Loire) met de belangrijkste infrastructuur en aangrenzende gemeenten.

## Demografie
Onderstaande figuur toont het verloop van het inwonertal.